# Tengiz Abuladze
Tengiz Abuladze, gruzinski filmski režiser, * 31. januar 1924, Kutaisi, † 6. marec 1994, Tbilisi.
Sprva je bil režiser dokumentarnih filmov, pozneje avtor odmevnih igranih celovečercev.

## Filmografija
- Tuji otroci (Čužie deti) - 1959
- Jaz, babica, Iliko in Ilarion (Ja, babuška, Iliko i Illarion) - 1963
- Prošnja (Vedreba/Mol'ba) - 1968
- Ogrlica za mojo drago (Ožerel'e dlja moej ljubimoj) - 1971
- Drevo želja (Natvris khe/Derevo želanija) - 1976
- Kesanje (Monanieba/Pokajanie) - 1984/1987